# Return of the Ugly
Return of the Ugly è il sesto album in studio del gruppo britannico Bad Manners, pubblicato nel 1989.

## Tracce
Tutti i brani sono dei Bad Manners tranne dove indicato.
1. Skaville UK - 2:33
2. Sally Brown (Laurel Aitken) - 2:35
3. Since You've Gone Away - 3:29
4. Rosemary - 2:20
5. Bonanza Ska (Ray Evans, Jay Livingston) - 4:10
6. Return of the Ugly - 2:54
7. Hey Little Girl (Aitken) - 3:50
8. Buffalo Ska - 2:42
9. Memory Train - 2:58
10. This Is Ska (Long) - 2:42